# Аргайл-сатерлендский хайлендский полк
Аргайл-сатерлендский хайлендский полк (принцессы Луизы) (англ. Argyll and Sutherland Highlanders (Princess Louise's)) — тактическое формирование Британской армии периода 1881—2006 гг. 28 марта 2006 года слит с другими пехотными полками в Королевский полк Шотландии.
Полк был создан в соответствии с реформами Хью Чайлдерса в 1881 году как Принцессы Луизы (сатерлендско-аргайлский хайлендский полк) (Princess Louise’s (Sutherland and Argyll Highlanders)) путем объединения 91-го пехотного полка (хайлендеры Аргайлшира) и 93-го пехотного полка (хайлендеры Сатерленда). В следующем году были внесены поправки, изменившие порядок «Аргайл» и «Сатерленд». Аргайл-сатерлендский хайлендский полк был расширен до пятнадцати батальонов во время Первой мировой войны (1914—1918) и девяти во время Второй мировой войны (1939—1945). 1-й батальон служил в 1-й дивизии Содружества во время Корейской войны и получил высокую общественную известность благодаря своей роли в решении Аденского кризиса в 1967 году.
В рамках реорганизации пехоты британской армии в 2006 году Аргайл-сатерлендский хайлендский полк был объединён с Королевским шотландским полком, Собственным Его Величества шотландским пограничным полком, Королевским хайлендским фузилёрным полком (собственный принцессы Маргарет глазгианско-айрширский), Чёрной стражей (Королевский хайлендский полк) и Хайлендским полком (Сифортский, Гордонский и Камеронский) в Королевский полк Шотландии численностью в семь батальонов. После очередного раунда сокращений, объявленных в июле 2012 года, 5-й батальон был сокращён до одной роты лёгкой пехоты под названием Балаклавская рота 5-го батальона Королевского полка Шотландии (хайлендеры Аргайла и Сатерленда) (англ. Balaklava Company, 5th Battalion, Royal Regiment of Scotland, (Argyll and Sutherland Highlanders)).

## История

### Формирование
Он был сформирован в 1881 году путём объединения 91-го (аргайлширского полка принцессы Луизы) и 93-го (сатерлендского хайлендского) полков, как указано в реформах Чайлдерса. Полк был одним из шести шотландских линейных пехотных полков и носит версию правительственного сетта (правительственный № 2А) в качестве полкового тартана. У него также был самый большой значок (кокарда) на фуражке в британской армии. Униформа включала гленгарри в качестве церемониального головного убора.
На момент объединения в ходе реформ Чайлдерса Аргайл-сатерлендский хайлендский полк уже имел заслуженную репутацию за доблесть перед лицом врага, особенно 93-й (позже 2-й батальон Аргайл-сатерлендского хайлендского полка) во время Крымской войны. Здесь 93-й полк получил прозвище «Сражающиеся хайлендеры» (The Fighting Highlanders) и сохранил за собой статус первоначальной «Тонкой красной линии». Это звание было присвоено после сражения 93-го полка под Балаклавой 25 октября 1854 года, в котором этот единственный батальон в одиночку стоял между незащищенной базой британской армии в Балаклаве и четырьмя эскадронами атакующей русской кавалерии. 93-й полк под командованием сэра Колина Кэмпбелла не только стойко держался, но и впервые в истории британской армии отразил крупную кавалерийскую атаку, используя только мушкетный огонь, не построившись в каре.
Свидетелем этого действия был корреспондент «Таймс» Уильям Говард Рассел, который сообщил, что между русской кавалерией и беззащитной британской базой не было ничего, кроме «тонкой красной полосы, оканчивающейся стальной линией 93-го полка», описание, немедленно перефразированное и вошедшее в фольклор как «Тонкая красная линия». Позже это высказывание, упомянутое Киплингом в его вызывающем воспоминания стихотворении «Томми», стало воплощением всего, за что выступала британская армия. Этот ратный подвиг до сих пор узнаваем по простым красно-белым кубикам, которые носят на околышах шляп A и SH Glengarry.

### Вторая англо-бурская война
1-й батальон прибыл в британскую Капскую колонию в ноябре 1899 года и вошел в состав 3-й или просто Хайлендской бригады. Аргайлцы сыграли ведущие роли в сражении на реке Моддер, сражении при Магерсфонтейне, битве при Пардеберге и в сражении при Рудепорте, непосредственно предшествовавшем битве при Дорнкопе. В июне 1900 года батальон был переведён в новую бригаду под командованием бригадного генерала Джорджа Каннингема. Они действовали вокруг Претории, а с апреля 1901 года — в восточном Трансваале. Подразделения Аргайла сформировали части 2-го и 12-го батальонов конной пехоты (mounted infantry), а отряд вместе с «Чёрной стражей» сформировал эскорт для морских орудий капитана Дж. Э. Биркрофта во время наступления на Преторию.
В 1908 году добровольцы и милиция были реорганизованы на национальном уровне, причем первые стали Территориальными силами (Territorial Force), а вторые — Специальным резервом (Special Reserve); теперь в полку стало два резервных и пять территориальных батальонов.

### Первая мировая война

#### Регулярная армия
1-й батальон высадился в Гавре в составе 81-й бригады 27-й дивизии в декабре 1914 года для службы на Западном фронте.
2-й батальон высадился в Булонь-сюр-Мер в составе 19-й бригады, которая действовала независимо, в августе 1914 года для службы на Западном фронте.

#### Территориальные силы
1-й/5-й (ренфрюширский) батальон высадился на мысе Хеллес в составе 157-й бригады 52-й (лоулендской) дивизии в июне 1915 года; батальон был эвакуирован в Египет в январе 1916 года, а затем высадился в Марселе в апреле 1918 года для службы на Западном фронте.
1-й/6-й (ренфрюширский) батальон высадился во Франции в составе 152-й бригады 51-й (хайлендской) дивизии в мае 1915 года; батальон перебрался в Италию в ноябре 1917 года, но вернулся во Францию в апреле 1918 года.
1-й/7-й батальон высадился во Франции в составе 10-й бригады 4-й дивизии в декабре 1914 года для службы на Западном фронте.
1-й/8-й (аргайлширский) батальон высадился во Франции в составе 152-й бригады 51-й (хайлендской) дивизии в мае 1915 года для службы на Западном фронте.
1-й/9-й (думбартонширский) батальон высадился во Франции в составе 81-й бригады 27-й дивизии в феврале 1915 года для службы на Западном фронте.

#### Новая армия
10-й (служебный) батальон высадился в Булонь-сюр-Мер в составе 27-й бригады 9-й (шотландской) дивизии в мае 1915 года для службы на Западном фронте.
11-й (служебный) батальон высадился в Булонь-сюр-Мер в составе 45-й бригады 15-й (шотландской) дивизии в июле 1915 года для службы на Западном фронте.
12-й (служебный) батальон высадился в Булонь-сюр-Мер в составе 77-й бригады 26-й дивизии в сентябре 1915 года, но в ноябре 1915 года был переведён в Салоники.
14-й (служебный) батальон высадился в Гавре в составе 120-й бригады 40-й дивизии в июне 1916 года для службы на Западном фронте.

#### Война за независимость Ирландии
Во время Войны за независимость Ирландии 2-й батальон Аргайл-сатерлендского хайлендского полка был направлен для дислокации в Клэрморрис, графство Мейо в 1919 году. Хотя пребывание батальона в Ирландии в основном прошло без происшествий, солдаты полка были причастны к смерти капитана Патрика «Пэдди» Боланда, офицера, командовавшего ротой Кроссарда, из Восточномейоской бригады Ирландской республиканской армии (ИРА). 27 мая 1921 года горцы (хайлендеры) застрелили Боланда, когда он якобы пытался сбежать недалеко от своего дома в Агаморе (Aghamore). Сообщается, что тело Боланда было сильно изуродовано после его смерти.

### Вторая мировая война
1-й батальон сражался в кампании в Ливийской пустыне, на Крите, в Абиссинии, на Сицилии и в Итальянской кампании. Первое сражение 1-го батальона состоялось в Сиди-Барани, где они вступили в бой 10 декабря 1940 года в составе 16-й пехотной бригады. 17 мая 1941 года батальон перебазировался на Крит, где они сформировали часть обороны, базирующуюся на восточной стороне острова в Тимбакионе. Большая часть аргайлцев прошла маршем из Тимбакиона на аэродром в Ираклионе в ночь на 24 мая, чтобы помочь поддержать 14-ю пехотную бригаду в боях на этом аэродроме. Они были успешно эвакуированы 29 мая из Ираклиона, но их конвой подвергся воздушным атакам и многим жертвам на пути от Крита. Аргайлцы, оставшиеся в Тимбакионе, были захвачены в плен, когда британские войска на острове сдались. 1-й батальон был отправлен в Александрию, и после несения гарнизонной службы, за которой последовал рейд в регион Гондэр в Абиссинии, они были отправлены обратно в Западную пустыню, где в конечном итоге были присоединены к 161-й индийской пехотной бригаде, входящей в состав 4-й индийской пехотной дивизии, и сражались во Второй битве при Эль-Аламейне. В 1943 году 1-й батальон высадился на Сицилии во время операции «Хаски» (Husky), вторжения союзников на Сицилию, приданный 5-й британской пехотной дивизии в качестве 33-го пляжного полка. С февраля 1944 года батальон участвовал в итальянской кампании в составе 19-й индийской пехотной бригады, приданной 8-й индийской пехотной дивизии.
2-й батальон доблестно сражался против Японской императорской армии во время боев в Малайе и Сингапуре (см. Битва при Букит-Тимах). Возглавляемые суровым подполковником Иэном Стюартом, они были одним из очень немногих британских подразделений, подготовленных к войне в джунглях Малайи. За несколько месяцев до вторжения в южный Таиланд и Малайю в 1941 году Стюарт повел свой батальон в самую суровую местность, какую только смог найти, и разработал тактику для эффективного ведения боевых действий в этих районах. Эта подготовка, которую прошел 2-й батальон, сделала бы их, возможно, самым эффективным подразделением в малайском командовании генерала Артура Персиваля, за что они получили прозвище «звери джунглей».
Во время отхода 11-й индийской пехотной дивизии 2-й батальон замедлил продвижение противника и нанёс ему тяжёлые потери. Во время этих действий батальон был настолько истощён боем, что ему было приказано вернуться в Сингапур. Два дня спустя около 2000 человек из 22-й австралийской бригады (абсолютного хвостового охранения британских войск) прибыли на дамбу. Австралийский штабной офицер был поражён, обнаружив, что аргайлцы разбили лагерь на малайской стороне воды, и спросил, почему они оказались в Малайе, когда могли бы находиться в относительном комфорте Сингапура. Подполковник. Стюарт ответил: «Вы знаете, проблема с вами, австралийцами, в том, что у вас нет чувства истории. Когда история этой кампании будет написана, вы обнаружите, что Аргайл-сатерлендский хайлендский полк погибнет последним подразделением, которое пересечёт эту дамбу, более того — его переправят по трубе их волынщики».
Аргайлцы потеряли 800 человек из-за постоянных действий в качестве арьергарда (особенно в битве при Слим-Ривер). Когда оставшиеся аргайлцы прибыли в Сингапур в декабре 1941 года, батальон был усилен королевскими морскими пехотинцами, которые пережили потопление HMS Prince of Wales и HMS Repulse. Слияние состоялось в Тайерсол-парке (Tyersall Park), и батальон был неофициально переименован в «Плимут Аргайл». (Это было сделано в связи с принадлежностью аргайлцев к Плимутскому федеральному округу Аргайл и Плимутской дивизии Королевской морской пехоты, из которой были все морские пехотинцы. Батальон капитулировал вместе с остальной армией в Сингапуре в феврале 1942 года. Многие аргильцы погибли в плену как P.O.W. или в джунглях, пытаясь избежать захвата. Нескольким аргильцам удалось бежать в Индию, включая подполковника Стюарта, где они читали лекции по тактике ведения войны в джунглях. После этого эвакуированные стали частью учебной группы № 6 штаба, которая организовывала учения и лекции для 14-й индийской пехотной дивизии и 2-й британской пехотной дивизии.
В мае 1942 года 15-й батальон, сформированный во время войны, был переименован в новый 2-й батальон. Этот батальон присоединился к 227-й (хайлендская) пехотной бригады и вошла в состав 15-й (шотландской) пехотной дивизии, формирование, которое приобрело отличную репутацию в 1943 году. Вместе с дивизией батальон участвовал в битве за Кан, впервые приняв участие в операции «Эпсом» в рамках операции «Оверлорд». Дивизия закончила войну на реке Эльба.
5-й батальон высадился во Франции в составе британских экспедиционных сил в сентябре 1939 года. Они принимали участие в эвакуации Дюнкерка в июне 1940 года, а затем, после преобразования в 91-й противотанковый полк и участия в высадке в Нормандии в июне 1944 года, они шли с боями через северо-западную Европу до реки Эльба.
6-й батальон высадился во Франции в составе I корпуса британских экспедиционных сил в сентябре 1939 года. Они принимали участие в эвакуации Дюнкерка в июне 1940 года, а затем, после преобразования в 93-й противотанковый полк, Королевская артиллерия участвовала в кампании в Тунисе, в высадке союзников на Сицилии и в высадке союзников в Италии.
7-й батальон был подразделением территориальной армии (ТА), служившим в 154-й (хайлендской) пехотной бригады. Бригада входила в состав 51-й (хайлендской) пехотной дивизии во Франции в 1940 году в составе британских экспедиционных сил. Они были размещены на линии Мажино и поэтому избежали окружения вместе с остальной частью BEF во время битвы за Францию. 7-й батальон, в частности, понес тяжёлые потери во время боев, худшего дня в своей истории. 154-ю бригаду удалось эвакуировать в Англию после того, как 51-я (хайлендская) дивизия была вынуждена капитулировать 12 июня 1940 года. Дивизия была воссоздана путем переименования 9-й (хайлендской) пехотной дивизии в 51-ю. Недостаточно сильная 154-я бригада старой 51-й дивизии была объединена с 28-й пехотной бригадой. В 1942 году новая 51-я дивизия, включая 7-й батальон, была отправлена присоединиться к британской 8-й армии в Североафриканской кампании. Они сражались в Первой битве при Эль-Аламейне и во Второй битве при Эль-Аламейне, которая переломила ход войны в пользу союзников. Во время боевых действий в Северной Африке подполковник Лорн Маклейн Кэмпбелл из 7-го батальона был награжден крестом Виктории. В марте 1942 года два британских рядовых из 7-го батальона, Макфарлейн и Голди, сбежали, надев поверх боевой формы синие рабочие комбинезоны. Они носили рюкзаки, чтобы скрыть маркировку «KG» (Kriegsgefangener — «военнопленный») на спинах. Они спрятались в железнодорожном вагоне, перевозившем соль в Бельгию. Там им удалось связаться с линией эвакуации, и к середине года они благополучно вернулись в Шотландию.
8-й батальон также был подразделением Территориальной армии (TA), служившим вместе с 7-м батальоном в 154-й (хайлендской) пехотной бригаде. Бригада входила в состав 51-й (хайлендской) пехотной дивизии во Франции в 1940 году в составе Британских экспедиционных сил. 154-ю бригаду удалось эвакуировать в Англию после того, как 51-я (хайлендская) дивизия была вынуждена капитулировать 12 июня 1940 года. 25 апреля 1943 года 8-й батальон, к этому времени служивший в 36-й бригаде в составе 78-й пехотной дивизии Battleaxe во время Тунисской кампании, прославился во время штурма холма Джебель Ахмера при атаке на высоту Лонгстоп, в ходе которой, несмотря на тяжёлые потери от миномётного и пулемётного огня, овладел высотой и занял её. Майор Джон Томпсон Маккеллар Андерсон за воодушевление своих людей и ликвидацию сильных мест получил Крест Виктории.
9-й батальон, также территориальное подразделение, был преобразован 54-й лёгкий зенитный полк Королевской артиллерии в составе трёх батарей из бывших рот: 160 (думбартонская), 161 (александрийская) и 162 (хеленсбургская). Бывшие роты B (киркинтиллохская) и D (клайдбанкская) составили ядро полка второй линии, 58-го лёгкого зенитного полка, в составе 172-й, 173-й и 174-й батарей. Вооружённые пушками Bofors и Lewis, 54-й полк участвовал в защите тыла отступающих BEF в Дюнкерк, уничтожая Bofors перед спасением. 162-я батарея была придана для защиты аэродромов в Реймсе и бежала в июне через Брест, Сен-Назер и Ла-Рошель. Между Дюнкерком и Днем Д они были развернуты в основном для обучения и защиты аэродромов и других объектов в Англии, включая Манчестер, в составе 44-й зенитной бригады (44th Anti-Aircraft Brigade). Они участвовали в операции «Арлекин» на южном побережье. Затем они были переведены в 9-ю бронетанковую дивизию до её расформирования в 1944 году, а затем в 21-ю группу армий. Они были развёрнуты после Дня Д (D-Day), в августе 1944 года, для поддержки 1-й канадской армии, высадившейся на Джуно-Бич. Они оказывали поддержку в Руане и Пон-де-л’Арш и далее через северную Францию в Булонь, а затем в Антверпен и Остенде в Бельгии. В ноябре они переместились в Клостерзанде, Голландия, где оставались до конца войны. Они продолжили оставаться в Германии в составе BAOR, помогая охранять военнопленных в Мунстерлагере до ноября 1945 года, затем в Брауншвейге до начала 1946 года, когда полк был демобилизован. 58-й полк присоединился к BEF и участвовал в обороне Булони и Кале. С мая 1941 года они служили в составе 11-й бронетанковой дивизии сначала в составе 11-й группы поддержки до её расформирования 1 июня 1942 года, затем были переведены в части прямого дивизионного подчинения. В 1944 году они были задействованы в операции «Оверлорд», а позднее в том же году — к югу и востоку от Эйндховена, Голландия.

### Послевоенное время
В период с 1945 по 1948 год 1-й батальон проходил службу в подмандатной Палестине, во время конфликтов с еврейскими военизированными организациями Иргун, Хагана и Лехи.
В 1948 году 2-й батальон был объединён с 1-м батальоном. Батальон стал одним из первых британских подразделений, служивших в Корее, прибыв туда в сентябре 1950 года в составе 27-й бригады Британского Содружества. Свои первые крупные действия батальон начал в битве при Нактонге, во время боя за высоту 282, где произошел трагический инцидент с дружественным огнем. Аргайлцы отметились тем, что вновь заняли район Кратер в Адене под командованием подполковника Колина Кэмпбелла Митчелла, во время Аденского кризиса в середине 1960-х гг.
В 1970 году Аргайл-сатерлендский хайлендский полк, как младший полк Шотландской дивизии, оказался под угрозой расформирования в рамках общего сокращения армии. Кампания «Спасите Аргайлс», включавшая обращение в парламент, привела к компромиссу, в результате которого одна регулярная рота сохранила звание и цвета полка. Рота «Балаклава» продолжала существовать как самостоятельное подразделение с 20 января 1971 года до восстановления численности полка до полного батальона 17 января 1972 года.[44] С 1972 по 1974 год подразделения полка регулярно несли службу в Северной Ирландии в разгар «смуты». В январе 2004 года полк был отправлен на войну в Ирак.
28 марта 2006 года, в рамках реструктуризации пехоты, Аргайл-сатерлендский хайлендский полк был объединён с другими шотландскими пехотными полками в единый Королевский полк Шотландии. Последней ролью полка перед объединением были воздушно-штурмовые действия в составе 16-й десантно-штурмовой бригады. В состав нового полка вошли регулярный 5-й батальон (5 SCOTS), рота батальона Территориальной армии, 51-й батальон хайлендских добровольцев (51st Highland Volunteers, 7 SCOTS) и батальон армейских кадетских сил. 5-й батальон продолжал набор в районе, отведенном аргайлцам, носил зеленый околыш на головном уборе, чтобы отличаться от других батальонов, и ему было разрешено использовать название The Argyll and Sutherland Highlanders в отношении батальона.
5 июля 2012 года министр обороны Филип Хаммонд объявил о ряде мер по сокращению общей численности британской армии. Они включали сокращение батальона Аргайлских и Сазерлендских хайлендеров (5 SCOTS) до одной роты (Балаклавская рота) для выполнения общественных (церемониальных) обязанностей в Шотландии. Королева посетила хайлендеров (горцев) в казармах Хау в Кентербери в июне 2013 года, чтобы отметить их передислокацию в Шотландию.
Когда рота несёт службу в королевской охране/гвардии, она делится на две роты: взвод пони (церемониальный) и взвод охраны. Когда рота не несёт караульной службы, она делится на взводы № 1 и № 2 для регулярного развёртывания. После проведения программы «Армия 2020» рота переехала в казармы Редфорд, где и остаётся в составе 51-й пехотной бригады.

## Полковой музей
Полковой музей Аргайл-сатерлендского хайлендского полка включает экспонаты как самого Аргайл-сатерлендского хайлендского полка, так и его предшествующих полков и батальонов-преемников. Здание музея, расположенное в замке Стерлинг, было построено в 1490-х годах и известно как «Дом короля» или «Старое здание короля». Считается, что это была частная резиденция короля Якова IV. Вход в музей включен в стоимость входного билета в замок. Музей почти полностью содержится за счет общественных пожертвований; скромный грант от Министерства обороны был отозван. Он управляется благотворительным трастом: Argyll and Sutherland Highlanders Museum Trust.

## Боевые почести
Боевые почести полка:
- Cape of Good Hope 1806, Rolica, Vimeira, Corunna, Pyrenees, Nivelle, Nive, Orthes, Toulouse, Peninsula, South Africa 1846-7, 1851-2-3, Alma, Balaklava, Sevastopol, Lucknow, South Africa 1879, Modder River, Paardeberg, South Africa 1899—1902.
- The Great War: Mons, Le Cateau, Retreat from Mons, Marne 1914, 18, Aisne 1914, La Bassée 1914, Messines 1914, 18, Armentières 1914, Ypres 1915, 17, 18, Gravenstafel, St Julien, Frezenberg, Bellewaarde, Festubert 1915, Loos, Somme 1916, 18, Albert 1916, 18, Bazentin, Delville Wood, Pozières, Flers-Courcelette, Morval, Le Transloy, Ancre Heights, Ancre 1916, Arras 1917, 18, Scarpe 1917, 18, Arleux, Pilckem, Menin Road, Polygon Wood, Broodseinde, Poelcappelle, Passchendaele, Cambrai 1917, 18, St Quentin, Bapaume 1918, Rosières, Lys, Estaires, Hazebrouck, Bailleul, Kemmel, Bethune, Soissonnais-Ourcq, Tardenois, Amiens, Hindenburg Line, Epehy, Canal du Nord, St Quentin Canal, Beaurevoir, Kortrijk, Selle, Sambre, France and Flanders 1914-18, Italy 1917-18, Struma, Doiran 1917, 18, Macedonia 1915-18, Gallipoli 1915-16, Rumani, Egypt 1916, Gaza, El Mughar, Nebi Samwil, Jaffa, Palestine 1917-18.
- The Second World War: Somme 1940, Odon, Tourmauville Bridge, Caen, Esquay, Mont Pincon, Quarry Hill, Estry, Falaise, Dives Crossing, Aart, Lower Maas, Meijel, Venlo Pocket, Ourthe, Rhineland, Reichswald, Rhine, Uelzen, Artlenburg, North-West Europe 1940, 44-45, Abyssinia 1941, Sidi Barrani, El Alamein, Medenine, Akarit, Diebel Azzag 1942, Kef Ouiba Pass, Mine de Sedjenane, Medjez Plain, Longstop Hill 1943, North Africa 1940-43, Landing in Sicily, Gerbini, Adrano, Centuripe, Sicily 1943, Termoli, Sangro, Cassino II, Liri Valley, Aquino, Monte Casalino, Monte Spaduro, Monte Grande, Senio, Santerno Crossing, Argenta Gap, Italy 1943-45, Crete, Heraklion, Middle East 1941, North Malaya, Grik Road, Central Malaya, Ipoh, Slim River, Singapore Island, Malaya 1941-42.
- Korean War — Pakchon, Korea 1950-51.

## Комментарии
1. ↑  Согласно Англо-русскому военному словарю 1987 года, название передавалось как Аргил-сатерлендский хайлендский полк (принцессы Луизы)[2], буквальный перевод — Аргайлские и Сатерлендские хайлендеры (принцессы Луизы)